# Alexej Mikulášek
Alexej Mikulášek (* 2. prosince 1962, Brno) je český spisovatel a literární historik a učitel češtiny a literatury.

## Život
Absolvoval Pedagogickou fakultu Masarykovy univerzity v Brně (obor: český jazyk a literatura – občanská nauka) a interní vědeckou aspiranturu na Filozofické fakultě Univerzity Karlovy v Praze (obor: literární věda).
V devadesátých letech působil jako archivář v Pedagogickém muzeu J. A. Komenského v Praze a dále jako učitel a lektor kurzů tvůrčího psaní, jímž je dodnes. Od loňského roku je členem Katedry českého jazyka a literatury Pedagogické fakulty Jihočeské univerzity, kde působí externě. Předmětem jeho zájmu jsou v oblasti literárněhistorické česko-židovsko-německé a česko-židovsko-slovanské literární vztahy a souvislosti (více než deset let byl vedoucím redaktorem slovníku Literatura s hvězdou Davidovou), v oblasti ediční problematika tvorby a redigování textů, v oblasti literárněkritické pak především současná česká literatura a s ní spjatá interpretace textů (zvláště se zřetelem k jejímu uplatnění ve vzdělávací a čtenářské praxi; tomuto problému je věnována i kniha „Interpretační etudy“).
Je členem redakční rady literárního a kulturního týdeníku Obrys-Kmen (vychází jako příloha Haló novin) od jeho založení v roce 1996, rovněž časopisu pro mladou slovenskou literaturu Dotyky (od roku 2007). Je členem a tajemníkem Unie českých spisovatelů v Praze (od jejího založení; je zastoupen v jejím sborníku Na druhém břehu. Říčany, Orego 2002). Je i čestným členem Spolku slovenských spisovatelů v Bratislavě.
V roce 2011 získal Cenu Unie českých spisovatelů za literárně-kritickou práci.
Vyučuje předmět Český jazyk a literatura na Střední odborné škole v Praze 5 v Drtinově ulici, po které se i tato škola jmenuje. Tato škola se specializuje na výuku práva.

## Dílo
- vedoucí redaktor a spoluautor : Literatura s hvězdou Davidovou. Praha: Votobia, 1998. 460 s. ISBN 80-7220-019-4.
- vedoucí redaktor a spoluautor : Literatura s hvězdou Davidovou 2. Praha: Votobia, 2002. 310 s. ISBN 80-7220-082-8.
- Antisemitismus v české literatuře 19. a 20. století: teoretická a historická studie. Praha: Votobia, 2000. 238 s. ISBN 80-7220-090-9.

V rukopise zůstávají:
- Mravoučná literatura jako literární fakt. Se zřetelem k formování obrozenské literatury pro děti a mládež (dis., dosud neobhájená).
- Jaromíra Kolárová (monografie).
- Zrcadla zrcadel (výbor z kritické esejistiky).
- Dalimil & Dobromil (výbor z kritických glos, recenzí, polemik a drobné literární publicistiky).

Uspořádal:
- Sborník  Východiska a perspektivy. K aktuálním problémům metodologie vědy o literatuře. [s.l.]: skriptum FF UK, 1989.

- Výběr tvorby F. Nepila Dětem Praha : Start, 1997.

Jako redaktor se podílel na edici
- Sborníku společnosti Aloise Jiráska I. – IV. Praha : SAJ
- Sborníku soutěžních prací Kouzelný klíč III. Praha: Psychiatrická léčebna v Bohnicích, 2008.